# Jakub Słowik
Jakub Słowik (* 31. August 1991 in Nowy Sącz) ist ein polnischer Fußballspieler.

## Karriere

### Verein
Słowik startete seine Fußballkarriere in seiner Heimatstadt Nowy Sącz, wo er für die Jugendabteilung von Sandecja Nowy Sącz spielte. 2006 zog Słowik nach Szamotuły, wo er für die Jugendmannschaften von MSP Szamotuły und Sparta Szamotuły spielte. 2008 wurde er von Sparta Szamotuły in den Profikader aufgenommen. Anschließend wechselte er 2009 zu Sparta Oborniki, wo er auf 37 Einsätze kam. 2010 wurde Słowik von Jagiellonia Białystok verpflichtet. Er spielte eine Saison lang für die Jugendabteilung, wurde aber fünfmal im Profikader eingesetzt. Im Jahre 2011 lieh man ihn nach Posen aus, wo er auf zehn Einsätze für Warta Posen kam. Da keine Kaufoption bestand, ging er 2012 zu Jagiellonia Białystok zurück. Seitdem kam er auf 48 Einsätze in der Ekstraklasa. Zur Saison 2015/16 wechselte er zum Ligakonkurrenten Pogoń Stettin, wo er einen Zwei-Jahres-Vertrag unterschrieb.

### Nationalmannschaft
Jakub Słowik debütierte für die polnische Fußballnationalmannschaft am 2. Februar 2012 in Málaga gegen Rumänien. Polen gewann darauf das Spiel mit 4:1.